# E.optimum
Die E.optimum AG (Eigenschreibweise e.optimum) ist ein bundesweit tätiger Energieversorger für Unternehmen mit Sitz in Offenburg. Die E.optimum ist Deutschlands größte unabhängige Energie-Einkaufsgemeinschaft. Zum Kundenstamm gehören seit 2009 deutschlandweit kleine und mittelständische Unternehmen.

## Geschäftstätigkeit
E.optimum wurde im Jahr 2009 gegründet und ist nach eigenen Angaben Deutschlands größte unabhängige Energie-Einkaufsgemeinschaft. Bundesweit versorgt die e.optimum AG über 45.000 Unternehmen mit Strom und Gas. Die benötigte Energie für ihre Gewerbe- und Industriekunden beschafft das Unternehmen am deutschen und europäischen Energiemarkt oder OTC (over-the-counter).
E.optimum bietet zudem Ökostrom und Ökogas sowie die Beteiligung der Kunden am Förderprogramm clean energy an.